# WAP Forum
WAP Forum bylo sdružení firem založené v roce 1997 s cílem standardizovat poskytování internetových služeb podobných WWW uživatelům mobilních telefonů a podobných zařízení s omezeným výkonem, pamětí, displejem, klávesnicí a rychlostí přístupu k Internetu. WAP Forum vydalo několik verzí standardů popisujících různé části WAP. V roce 2002 bylo WAP Forum sloučeno s několika podobně zaměřenými institucemi do Open Mobile Alliance s širším záběrem.

## Historie
- červen 1997 firmy Ericsson, Motorola, Nokia a Unwired Planet se shodly na potřebě vytvořit standardy pro poskytování pokročilých služeb pro mobilní telefony
- září 1997 byla publikována architektura WAP
- leden 1998 oficiální vznik WAP Forum Ltd.
- květen 1998 publikován WAP verze 1.0[1]
- červen 1999 publikován WAP verze 1.1[2]
- prosinec 1999 schválen WAP verze 1.2[3] obsahující mimo jiné funkcionalitu WAP Push
- červen 2000 schválen WAP verze 1.2.1[4]
- červenec 2001 publikován WAP verze 2.0[5]
- červen 2002 činnost WAP Fora přešla pod Open Mobile Alliance